# يواكيم ليندنر
يواكيم ليندنر (بالسويدية: Joakim Lindner)‏ (22 مارس 1991 في السويد - ) هو لاعب كرة قدم سويدي في مركز الوسط. لعب مع نادي أوسترس ونادي برومابويكارنا وفاربرغس بويس ‏ وGröndals IK ‏.

## وصلات خارجية
- يواكيم ليندنر على موقع اتحاد السويد (السويدية)
- يواكيم ليندنر على موقع قاعدة بيانات كرة القدم.إي يو (الإنجليزية)
- يواكيم ليندنر على موقع Soccerway.com (الإنجليزية)